# F4B (航空機)
F4B / P-12
飛行するF4B-3 8891号機(製造番号 1595)
(1931年撮影)
- 用途：艦上戦闘機 / 陸上戦闘機
- 分類：戦闘機
- 設計者：ウィリアム・エドワード・ボーイング
- 製造者：ボーイング・エアプレイン社
- 運用者

  -  アメリカ合衆国
    -  アメリカ海軍
    - アメリカ陸軍航空隊

  -  スペイン
  -  タイ空軍
  -  中華民国空軍
  -  フィリピン陸軍航空隊
  -  ブラジル空軍
- 初飛行：1928年6月25日（P-12）
- 生産数：586機[1][注 1]
- 生産開始：1929年（ - 1932年）
- 運用開始：1930年
- 退役

  - 1941年（アメリカ陸軍航空隊）
  - 1949年（ブラジル空軍）
- 運用状況：退役

F4B（Boeing F4B ）は、
アメリカ合衆国のボーイング社が開発し、アメリカ海軍で運用された複葉艦上戦闘機。1929年より運用され、グラマン社製のF3Fが配備される1936年までアメリカ海軍の主力戦闘機であった。
P-12（Boeing P-12 ）は、F4Bの派生型で主にアメリカ陸軍で運用された陸上戦闘機。同社の単葉戦闘機であるP-26ピーシューターが配備されるまで戦闘機として運用された。

## 開発

### F4B
ボーイング製複葉戦闘機の集大成として、当時アメリカ海軍で運用されていたF2B戦闘機やF3B戦闘爆撃機を置き換える目的で開発されたのがF4Bである。社内名称モデル83として1928年に設計・開発に着手した。改良したモデル89とともに海軍評価用の試作機XF4B-1として完成したのは1929年5月であった。同年にモデル99 / F4B-1として採用が決定し、直ちに航空母艦への配備が開始された。
1938年にF3Fが配備されると、F4Bは第一線を退いて陸上基地での雑用機として運用された。太平洋戦争開戦時においても、30機以上が海軍に在籍していた。その後は無線操縦による無人標的機に改造され姿を消した。

### P-12
F4Bが海軍に採用された後、アメリカ陸軍航空隊でも評価試験が行われ、P-12として採用することが決まった。戦闘飛行隊など前線任務のP-12は1934年から35年にかけて、P-26ピーシューターに置き換えられたが、1941年まで士官学校や整備士学校で操縦・整備の練習機として運用された。

## 設計
F4BとP-12は、双方とも当初は鋼管骨組みに羽布張りの胴体だったが、後期の型から金属製モノコック構造の胴体となり、尾橇が尾輪に改められた。
海軍のF4B-1からF4B-4までの型のうち、もっとも多く生産されたのは1932年から部隊配備されたF4B-4であった。この型は垂直尾翼が再設計された他、主翼下面に爆弾が搭載できるようになっていた。
陸軍のP-12は、P-12(Aは無い)からP-12Fまでのうち、前述の全金属化などの新設計になったP-12Eが最も多く生産された。

## 諸元
- 全長：6.19 m
- 全幅：9.12 m
- 全高：2.95 m
- 全備重量：1,401 kg
- エンジン：P&W R-1340D 空冷星型9気筒 （500馬力）1基
- 最大速度：296 km/h
- 航続距離：1,131 km
- 乗員：1名
- 武装：
  - 7.7mm機関銃×2
  - 52kg爆弾×2

## 各型
モデル83

降着装置が同一車軸式で取り付けられ、425馬力のR-1340-8エンジンを動力とする試作機。1機製造。
モデル89
降着装置が分割車軸式で取り付けられ、胴体下部に500lbまで搭載可能な爆弾架を備えた試作機。1機製造。
XF4B-1
海軍による評価用に改められた、モデル83とモデル89の名称。
モデル99 / F4B-1
降着装置が分割車軸式で取り付けられ、機体下部に爆弾架が装備された艦上戦闘機型。27機製造。
F4B-1A
とある海軍次官補用の私用輸送機。F4B-1（BuNo. A-8133）1機を改造したもので、武装は全て取り外され、燃料タンクが上翼の中央部に移動された。
モデル223 / F4B-2

降着装置が同一車軸式で取り付けられ、フリーズ型補助翼を装備。尾輪は尾橇と交換可能となっている。46機製造。
モデル235 / F4B-3

F4B-2から胴体をセミモノコック金属製とし、装備を変更。21機製造。
モデル235 / F4B-4

F4B-3から垂直尾翼の形状が再設計され、550馬力のR-1340-16エンジンへと換装。116lbまで搭載可能な翼下爆弾架が設置された。製造されたうちの最後45機には救命筏が搭載された。93機が製造されたが、うち1機は予備部品から製造された。
F4B-4A
無線操縦機として使用するために、陸軍から海軍へ移管された23機のP-12。
モデル102 / P-12

450馬力のR-1340-7エンジンを搭載したF4B-1の米国陸軍航空隊における戦闘機型。9機製造。
モデル101 / XP-12A

NACA製のカウルと短い降着装置を装備し、525 馬力のR-1340-9エンジンへ換装された、製造10機目のP-12。
モデル102B / P-12B

P-12の設計に、より大きな主輪とXP-12Aでテストされた装備が施された型。90機製造。
モデル222 / P-12C

リングカウルと分割車軸式の降着装置を備えたP-12B。96機製造。
モデル234 / P-12D

525馬力のR-1340-17エンジンへ換装されたP-12C。35機製造。
モデル234 / P-12E

P-12Dをセミモノコック金属製の胴体とし、再設計された垂直尾翼を取り付けられた機体。後に尾橇の代用に尾輪が取り付けられたものもあった。110機製造。
モデル251 / P-12F

600馬力のR-1340-19エンジンへ換装されたP-12E。25機製造。
XP-12G
P-12Bのうち、サイドタイプのスーパーチャージャーを備えたR-1340-15エンジンへ変更された試験機型。1機改造。
XP-12H
P-12Dのうち、GISR-1340E実験エンジンへ換装された試験機型。1機改造。
P-12J
575馬力のR-1340-23エンジンへ換装され、特殊な爆撃照準器を搭載したP-12E。1機改造。
YP-12K
P-12EおよびP-12Jのうち、燃料噴射SR-1340Eエンジンへ換装された機体。7機が一時的に改造された。
XP-12L
YP-12KのうちF-2スーパーチャージャーが取り付けられた機体。1機が一時的に改造された。
A-5
P-12の無線制御標的機型。案のみで実現されなかった。
モデル100

上翼に燃料タンクを備えた、F4B-1の民用型。4機製造。
モデル100A
H・R・ヒューズの私用機。当初は複座であったが、後に単座に改造された。1機製造。
モデル100D
P-12の試験機として一時的に使用されたモデル100のうち1機。
モデル100E
シャム空軍向けのP-12Eの輸出型。2機製造のうち1機は、後に日本海軍に試験機としてAXBの名称で移管された。
モデル100F
P&W社に販売された、エンジンテストベッド用のP-12F。1期製造。
モデル218

アメリカ陸軍や海軍による評価後に、中国空軍へ販売されたP-12E / F4B-3の試作機。1機製造。
モデル256
ブラジル海軍向けのF4B-4の輸出型。14機製造。
モデル267
F4B-3の胴体にP-12Eの翼を取り付けたブラジル向けの輸出型。9機製造。

## 現存する機体
| 型名           | 番号        | 機体写真 | 所在地                        | 所有者                                                                          | 公開状況 | 状態     | 備考                                          |
| -------------- | ----------- | -------- | ----------------------------- | ------------------------------------------------------------------------------- | -------- | -------- | --------------------------------------------- |
| P-12E-BO       | 31-559 1466 |          | アメリカ オハイオ州           | 国立アメリカ空軍博物館                                                          | 公開     | 静態展示 |                                               |
| P-12E-BO       | 32-017 1512 |          | アメリカ カリフォーニア州     | プレインズ・オヴ・フェイム航空博物館                                            | 公開     | 静態展示 | F4B-4 / A9029号機の塗装がされている。         |
| P-12F-BO       | 32-092 1782 |          | アメリカ フロリダ州           | 国立海軍航空博物館                                                              | 公開     | 静態展示 | F4B-4 / A-9029号機の塗装がされている。        |
| F4B-4          | A9241       |          | アメリカ コロンビア特別行政区 | 国立航空宇宙博物館本館                                                          | 公開     | 静態展示 |                                               |
| モデル100      | 1143        |          | アメリカ ワシントン州         | ミュージアム・オヴ・フライト                                                    | 公開     | 静態展示 | P-12 / 29-354号機の塗装がされている。         |
| モデル100E     | 1488        |          | タイ バンコク都               | タイ王国空軍博物館                                                              | 公開     | 静態展示 |                                               |
| P-12F レプリカ | N3412E      | 写真     | アメリカ テネシー州           | テネシー・ミュージアム・オヴ・エイヴィエーション (Tennessee Museum of Aviation) | 公開     | 静態展示 |                                               |
| F4B-3 レプリカ |             | 写真     | アメリカ カリフォーニア州     | ウェスタン・ミュージアム・オヴ・フライト                                        | 公開     | 静態展示 |                                               |
| F4B-4 レプリカ | (A-8026)    | 写真     | アメリカ ハワイ州             | 真珠湾航空博物館                                                                | 公開     | 静態展示 | ダニエル・K・イノウエ国際空港から移動された。 |